# Patrick Maroon
Patrick Maroon (ur. 23 kwietnia 1988 w St. Louis, Missouri, USA) – hokeista amerykański, gracz ligi NHL, reprezentant Stanów Zjednoczonych.

## Kariera klubowa
- London Knights (2007 – 2008)
- Philadelphia Flyers (2008 – 21.11.2010)
  -  Philadelphia Phantoms (2008 – 2009)
  -  Adirondack Phantoms (2009 – 2010)
- Anaheim Ducks (21.11.2010 – 29.02.2016)
  -  Syracuse Crunch (2010 – 2012)
  -  Norfolk Admirals (2012 – 2013)
- Edmonton Oilers (29.02.2016 – 26.02.2018)
- New Jersey Devils (26.02.2018 – 10.07.2018)
- St. Louis Blues (10.07.2018 – 2019)
- Tampa Bay Lightning (2019 – )[1]

## Kariera reprezentacyjna
- Reprezentant USA na MŚ w 2016

## Sukcesy
Klubowe
- Puchar Stanleya z zespołem St. Louis Blues w sezonie 2018-2019